# Zhuhai Tower
La Zhuhai Tower es un rascacielos situado en Zhuhai, China. Sus obras empezaron en 2013 y se completaron en 2017. Tiene una altura de 328.8 metros y 66 pisos, que lo hacen el edificio más alto de Zhuhai y el 32.º más alto de China.